# Operazione S.M.A.R.T. - Senza Tregua
Operazione S.M.A.R.T. - Senza tregua (S.M.A.R.T. Chase) è un film del 2017 diretto da Alberto Verrecchia. Il protagonista della pellicola è Orlando Bloom.

## Trama
Danny Stratton, esperto agente di sicurezza, deve scortare un preziosissimo dipinto di Van Gogh ma questo viene rubato. Di conseguenza, Danny viene retrocesso a insignificante guardia del corpo e pian piano diventa l'ombra di se stesso. Ha l'opportunità di rimediare al suo fatale errore quando viene incaricato di proteggere un'antica reliquia cinese. Lungo la strada, però, Danny ha delle ferite che lo tormentano e cade vittima di un'imboscata perdendo sia il prezioso carico che il suo grande amore.